# Luisa Enrichetta d'Orange
Luisa Enrichetta di Nassau (olandese: Louise Henriëtte van Nassau; tedesco: Luise Henriette von Nassau; L'Aia, 7 dicembre 1627 – Cölln, 18 giugno 1667) fu una Contessa di Nassau, nipote di Guglielmo I, Principe d'Orange "Guglielmo il Taciturno" ed Elettrice di Brandeburgo.

## Biografia
Luisa Enrichetta nacque a L'Aia come figlia maggiore di Federico Enrico, Principe d'Orange e di Amalia di Solms-Braunfels. La madre era una dama di compagnia di Elisabetta Stuart, all'epoca esiliata con il marito in Olanda.
Crebbe alla corte di suo padre, lo Statolder di Olanda, Zelanda, Utrecht, Gheldria e Overijssel.

## Matrimonio
Luisa Enrichetta dovette rinunciare al suo amore per Henri Charles de La Trémoille, principe di Talmant, figlio di Henri de La Trémoille, perché sua madre aveva ambizioni reali per lei. Tuttavia, i tentativi di concludere un impegno con il re Carlo II d'Inghilterra fallirono.
Il 7 dicembre 1646, a L'Aia, sposò il Principe elettore di Brandeburgo Federico Guglielmo. Ebbero sei figli:
- Guglielmo Enrico (21 maggio 1648-24 ottobre 1649);
- Carlo Emilio (1655–1674);
- Federico (1657–1713);
- Amalia (1656-1664);
- Enrico (19 novembre-26 novembre 1664);
- Luigi (1666–1687), sposò la principessa Ludwika Karolina Radziwiłł.

La coppia visse a Cleves per i primi anni del loro matrimonio dopodiché si trasferirono nel Brandeburgo. Luisa accompagnò sempre il marito nei viaggi che faceva. Lo seguiva anche durante le campagne militari.
Nel 1650 Federico Guglielmo donò alla moglie un'area libera fuori dalla città di Berlino. Luisa Enrichetta fece costruire un castello in stile olandese, che prese il nome di Oranienburg. Presto tutta l'area circostante al castello venne identificata con il nome di Oranienburg.
Nel 1663, ha installato il primo gabinetto di porcellana in Europa. Nel 1665, insieme al marito, fece costruire un orfanotrofio, come ringraziamento per il figlio appena nato. Venne descritta come buona e gentile con un intelletto acuto. Durante il tempo di guerra, ha fatto grandi sforzi per ammorbidire i danni alla società.

## Morte
Nel 1667 Luisa Enrichetta morì e venne sepolta nella cripta del Duomo di Berlino.

## Antenati
|                                       |                            |                                 | Genitori                          |  |  | Nonni |  |  | Bisnonni                         |  |  | Trisnonni                        |  |
|                                       |                            |                                 |                                   |  |  |       |  |  | Guglielmo I di Nassau-Dillenburg |  |  | Giovanni IV di Nassau-Dillenburg |  |
|                                       |                            |                                 |                                   |  |  |       |  |  | Guglielmo I di Nassau-Dillenburg |  |  | Giovanni IV di Nassau-Dillenburg |  |
|                                       |                            | Elisabetta d'Assia-Marburg      |                                   |  |  |       |  |  | Guglielmo I di Nassau-Dillenburg |  |  |                                  |  |
| Guglielmo I d'Orange                  |                            |                                 |                                   |  |  |       |  |  | Guglielmo I di Nassau-Dillenburg |  |  |                                  |  |
|                                       |                            | Giuliana di Stolberg            | Botho VIII di Solberg-Wernigerode |  |  |       |  |  |                                  |  |  |                                  |  |
|                                       |                            | Giuliana di Stolberg            | Botho VIII di Solberg-Wernigerode |  |  |       |  |  |                                  |  |  |                                  |  |
|                                       |                            | Giuliana di Stolberg            | Anna di Eppstein-Königstein       |  |  |       |  |  |                                  |  |  |                                  |  |
| Federico Enrico d'Orange              |                            | Giuliana di Stolberg            |                                   |  |  |       |  |  |                                  |  |  |                                  |  |
|                                       |                            | Gaspard de Châtillon            | Gaspard I de Coligny              |  |  |       |  |  |                                  |  |  |                                  |  |
|                                       |                            | Gaspard de Châtillon            | Gaspard I de Coligny              |  |  |       |  |  |                                  |  |  |                                  |  |
|                                       |                            | Gaspard de Châtillon            | Luisa di Montmorency              |  |  |       |  |  |                                  |  |  |                                  |  |
| Louise de Coligny                     |                            | Gaspard de Châtillon            |                                   |  |  |       |  |  |                                  |  |  |                                  |  |
|                                       |                            | Charlotte de Laval              | Guido XVI de Laval                |  |  |       |  |  |                                  |  |  |                                  |  |
|                                       |                            | Charlotte de Laval              | Guido XVI de Laval                |  |  |       |  |  |                                  |  |  |                                  |  |
|                                       |                            | Charlotte de Laval              | Antoinette d'Aillon               |  |  |       |  |  |                                  |  |  |                                  |  |
| Luisa Enrichetta d'Orange             |                            | Charlotte de Laval              |                                   |  |  |       |  |  |                                  |  |  |                                  |  |
|                                       | Corrado di Solms-Braunfels | Filippo di Solms-Braunfels      |                                   |  |  |       |  |  |                                  |  |  |                                  |  |
|                                       | Corrado di Solms-Braunfels | Filippo di Solms-Braunfels      |                                   |  |  |       |  |  |                                  |  |  |                                  |  |
|                                       | Corrado di Solms-Braunfels | Anna di Tecklenburg             |                                   |  |  |       |  |  |                                  |  |  |                                  |  |
| Giovanni Alberto I di Solms-Braunfels | Corrado di Solms-Braunfels |                                 |                                   |  |  |       |  |  |                                  |  |  |                                  |  |
|                                       |                            | Elisabetta di Nassau-Dillenburg | Guglielmo I di Nassau-Dillenburg  |  |  |       |  |  |                                  |  |  |                                  |  |
|                                       |                            | Elisabetta di Nassau-Dillenburg | Guglielmo I di Nassau-Dillenburg  |  |  |       |  |  |                                  |  |  |                                  |  |
|                                       |                            | Elisabetta di Nassau-Dillenburg | Giuliana di Stolberg              |  |  |       |  |  |                                  |  |  |                                  |  |
| Amalia di Solms-Braunfels             |                            | Elisabetta di Nassau-Dillenburg |                                   |  |  |       |  |  |                                  |  |  |                                  |  |
|                                       |                            | Ludovico I di Sayn-Wittgenstein | Guglielmo I di Sayn-Wittgenstein  |  |  |       |  |  |                                  |  |  |                                  |  |
|                                       |                            | Ludovico I di Sayn-Wittgenstein | Guglielmo I di Sayn-Wittgenstein  |  |  |       |  |  |                                  |  |  |                                  |  |
|                                       |                            | Ludovico I di Sayn-Wittgenstein | Giovannetta di Isenburg-Neumagen  |  |  |       |  |  |                                  |  |  |                                  |  |
| Agnese di Sayn-Wittgenstein           |                            | Ludovico I di Sayn-Wittgenstein |                                   |  |  |       |  |  |                                  |  |  |                                  |  |
|                                       |                            | Elisabetta di Solms-Laubach     | …                                 |  |  |       |  |  |                                  |  |  |                                  |  |
|                                       |                            | Elisabetta di Solms-Laubach     | …                                 |  |  |       |  |  |                                  |  |  |                                  |  |
|                                       |                            | Elisabetta di Solms-Laubach     | …                                 |  |  |       |  |  |                                  |  |  |                                  |  |
|                                       |                            | Elisabetta di Solms-Laubach     |                                   |  |  |       |  |  |                                  |  |  |                                  |  |